# 欧阳鲲鹏
歐陽鯤鵬（1982年11月19日—）是中國游泳運動員。

## 生涯
歐陽鯤鵬籍貫江西。1987年，他入選江西南昌游泳隊。隨後，他在1994年晉升至省隊，並在1999年成為國家隊成員。同年，他贏得世界短池賽（北京站）男子50米和100米仰泳冠軍。2000年，他在亞洲游泳錦標賽一舉拿下100米仰泳、100米蝶泳、200米混合泳、4×100米混合泳接力和4×200米自由泳接力金牌。2002年，他在溫州舉行的全國錦標賽中以25.85秒的成績打破當時的亞洲紀錄。翌年，他又在天津舉行全國冠軍賽打破之前所創下的紀錄，這次的成績為25.82秒。2004年，他在全國錦標賽中以54.37的成績創下男子100米仰泳的新亞洲紀錄，他也因而入選雅典奧運會的名單之中。此後，他還在2006年多哈亞運取得3面銀牌，又在2008年4月的全國錦標賽打破4x100米混合泳的全國紀錄。

### 禁賽
2008年5月1日，歐陽鯤鵬在一次飛行檢查中被發現其尿液樣本呈陽性，6月27日，中國游泳協會決定對歐陽鯤鵬實行終身禁賽。隨後，儘管他解釋這為誤食瘦肉精所致，但依不改其禁賽令。此後，歐陽鯤鵬改行為江西省泳隊教練。2012年，世界反興奮劑機構和國際泳聯將其刑罰縮減至兩年。